# (8166) Buczynski
(8166) Buczynski es un asteroide perteneciente al cinturón de asteroides, descubierto el 9 de enero de 1991 por Brian G. W. Manning desde el Stakenbridge Observatory, Kidderminster, Reino Unido.

## Designación y nombre
Designado provisionalmente como 1991 AH1. Fue nombrado por Denis Buczynski (nacido en 1951), del Observatorio Conder Brow, cerca de Lancaster, Inglaterra, quien es un entusiasta astrónomo aficionado que ha realizado en su haber numerosas observaciones cruciales de nuevos objetos sospechosos, en particular la muy difícil confirmación de la nova V838 Herculis en 1991 en un cielo matutino brillante.

## Características orbitales
Buczynski está situado a una distancia media del Sol de 2,397 ua, pudiendo alejarse hasta 2,725 ua y acercarse hasta 2,069 ua. Su excentricidad es 0,137 y la inclinación orbital 1,174 grados. Emplea 1355,58 días en completar una órbita alrededor del Sol.
Pertenece a la familia de asteroides de (135) Hertha.

## Características físicas
La magnitud absoluta de Buczynski es 14,86. Tiene 3,651 km de diámetro y su albedo se estima en 0,277.